# Apartment-Hotel

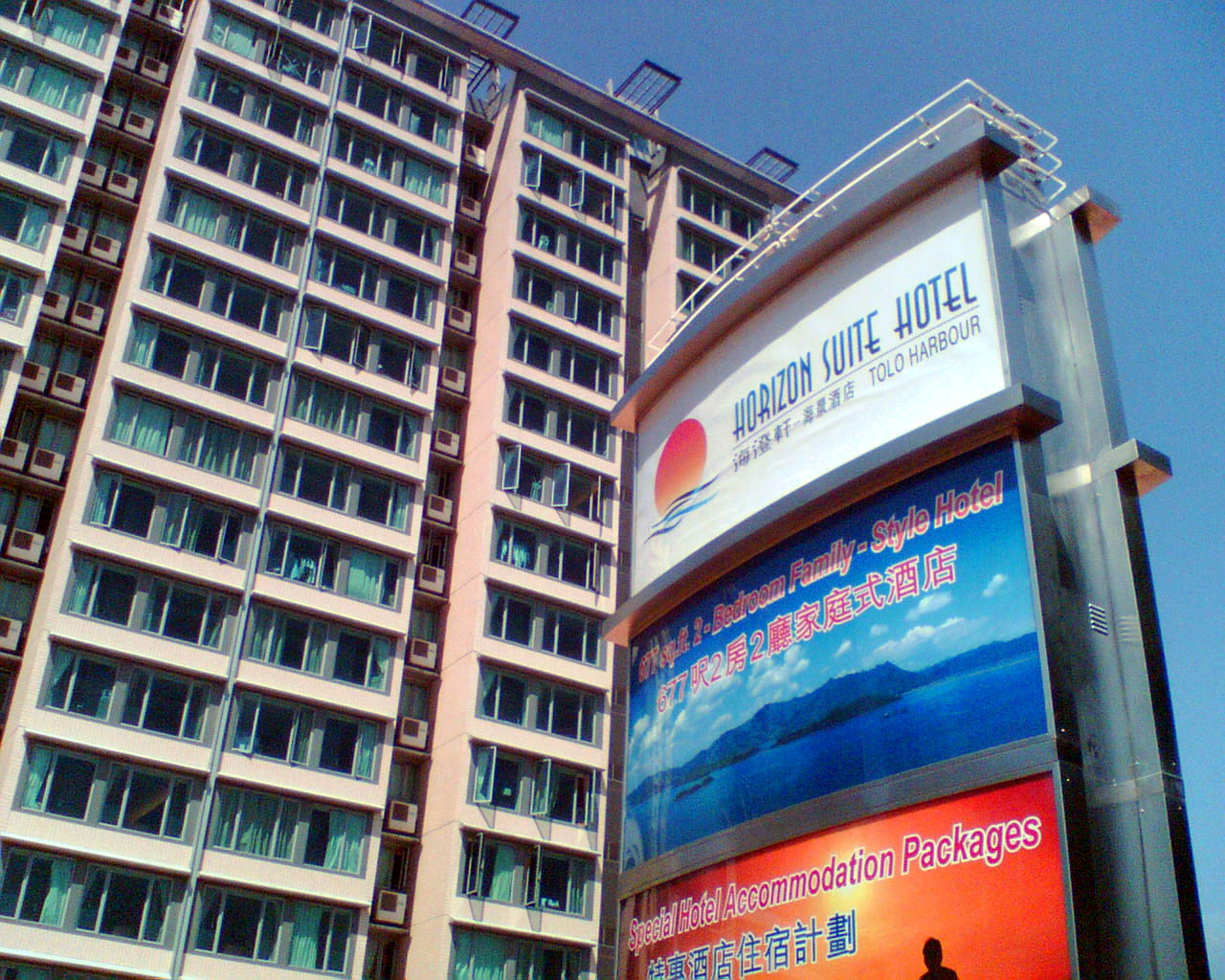
Ein Gebäude mit Serviced Apartments in China

Unter einem Apartment-Hotel (auch Aparthotel) versteht man ein Hotel oder einen Beherbergungsbetrieb, in dem statt Zimmern oder Suiten vollständig eingerichtete Wohnungen mit Küche, Bad und entweder einem Wohnschlafzimmer oder getrennten Wohn- und Schlafzimmern vermietet werden; viele Hotels haben auch Einheiten mit zwei Schlafzimmern. Anders als in Ferienwohnungen sind in Apartment-Hotels branchenübliche Leistungen wie Wechsel der Bettwäsche und der Handtücher, tägliche Zimmerreinigung und oft auch ein Frühstück im Preis inbegriffen. Ein weiterer Unterschied besteht darin, dass Wohnungen in Apartment-Hotels nicht wochenweise (das heißt von Samstag bis Samstag), sondern wie gewöhnliche Hotelzimmer tageweise vermietet werden.
Von anderen Formen von Full-Service-Wohnungen wie Boardinghouses und Studentenwohnheimen unterscheiden Apartment-Hotels sich insofern, als sie eher für kurzfristiges und übergangsweises als für dauerhaftes Wohnen konzipiert sind.

## Apartment-Hotels in Nordamerika

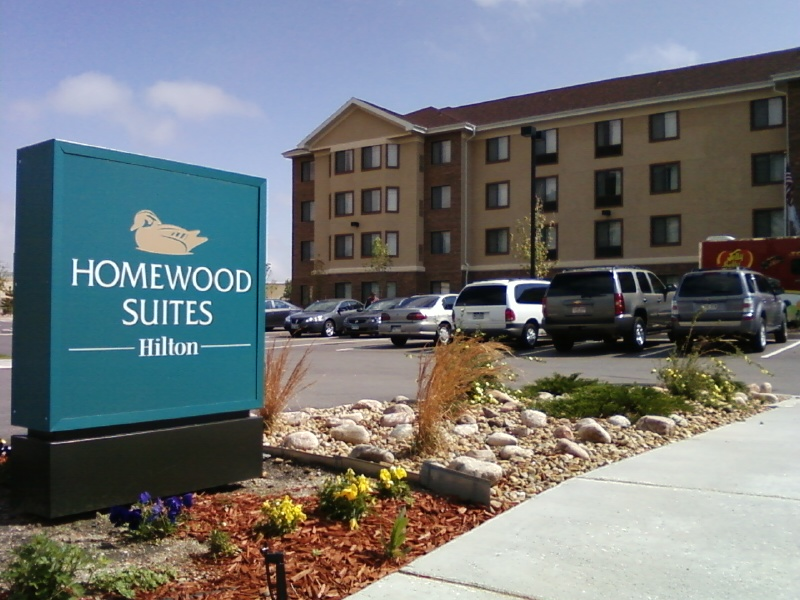
Ein Homewood Suites-Hotel der Hilton-Kette in Littleton (Colorado)

Die weiteste Verbreitung haben Apartment-Hotels in den Vereinigten Staaten und Kanada, wo sie auch als Extended Stay Hotels bezeichnet werden. Sie richten ihre Angebote besonders an Berufstätige, die häufig ihren Arbeitsstandort wechseln, sowie an Familien, die während eines Umzugs eine Übergangswohnung benötigen. An Standorten großer Unternehmen, die ihren Mitarbeitern Relocation Service und Wohnkostenübernahmen bieten, sind Apartment-Hotels darum eher zu finden als an Orten mit starkem Tourismus. Apartment-Hotels können jedoch auch von gewöhnlichen Reisenden in Anspruch genommen werden, die sich gern selbst versorgen oder besonderen Bedarf an Raum bzw. Bettenkapazitäten haben (z. B. Familien mit Kindern). Bei längerem Aufenthalt werden fast immer großzügige Rabatte gewährt. Die Bruttopreise betragen je nach Komfortklasse, Standort und Größe des Apartments von ca. 180 bis 2.000 US$ pro Woche; selbst bei einem kurzen Aufenthalt liegen die Kosten damit deutlich unter denen eines gewöhnlichen Hotelzimmers der entsprechenden Komfortstufe.
Apartment-Hotels werden in Nordamerika meist als Franchise-Unternehmen großer Hotelketten betrieben. Als erstes Unternehmen dieser Art gilt die Residence Inn-Kette, die 1975 in Wichita (Kansas) gegründet und 1987 von Marriott International aufgekauft wurde. Seitdem sind viele weitere Marken entstanden, die ein breites Spektrum von preiswerten bis hin zu luxuriösen Quartieren abdecken:
- Billiganbieter und untere Mittelklasse
  - Candlewood Suites (InterContinental)
  - Extended StayAmerica, Extended Stay DeluxeHotel, HomeStead Studio Suites Hotels (Extended Stay Hotels)[3]
  - InTown Suites[4]
  - MainStay Suites, Suburban Extended Stay Hotels (Choice Hotels)
  - Studio 6 (The Blackstone Group)
  - TownePlace Suites (Marriott)
  - Value Place[5]
- Gehobene Mittelklasse
  - Cambria Suites, Ascend Collection (Choice Hotels)
  - Homewood Suites (Hilton)
  - Residence Inn (Marriott)
  - Staybridge Suites (InterContinental)
  - Hyatt House
  - Hawthorn Suites (Wyndham), bietet Suiten an, von denen nur manche eine voll ausgestattete Küche haben

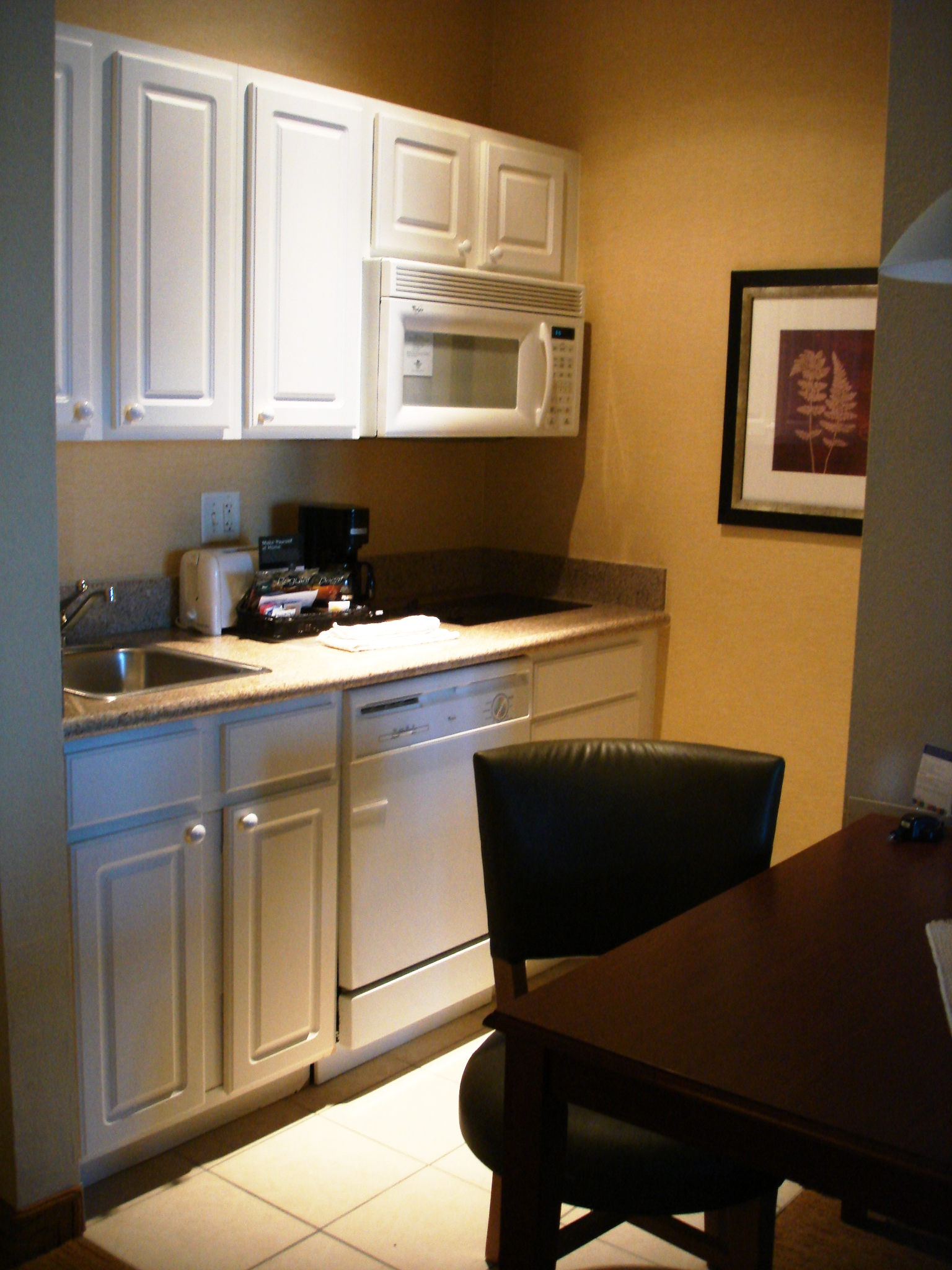
Anders als gewöhnliche Hotel-Suiten bieten Apartment-Hotels voll eingerichtete Küchen oder Kitchenettes
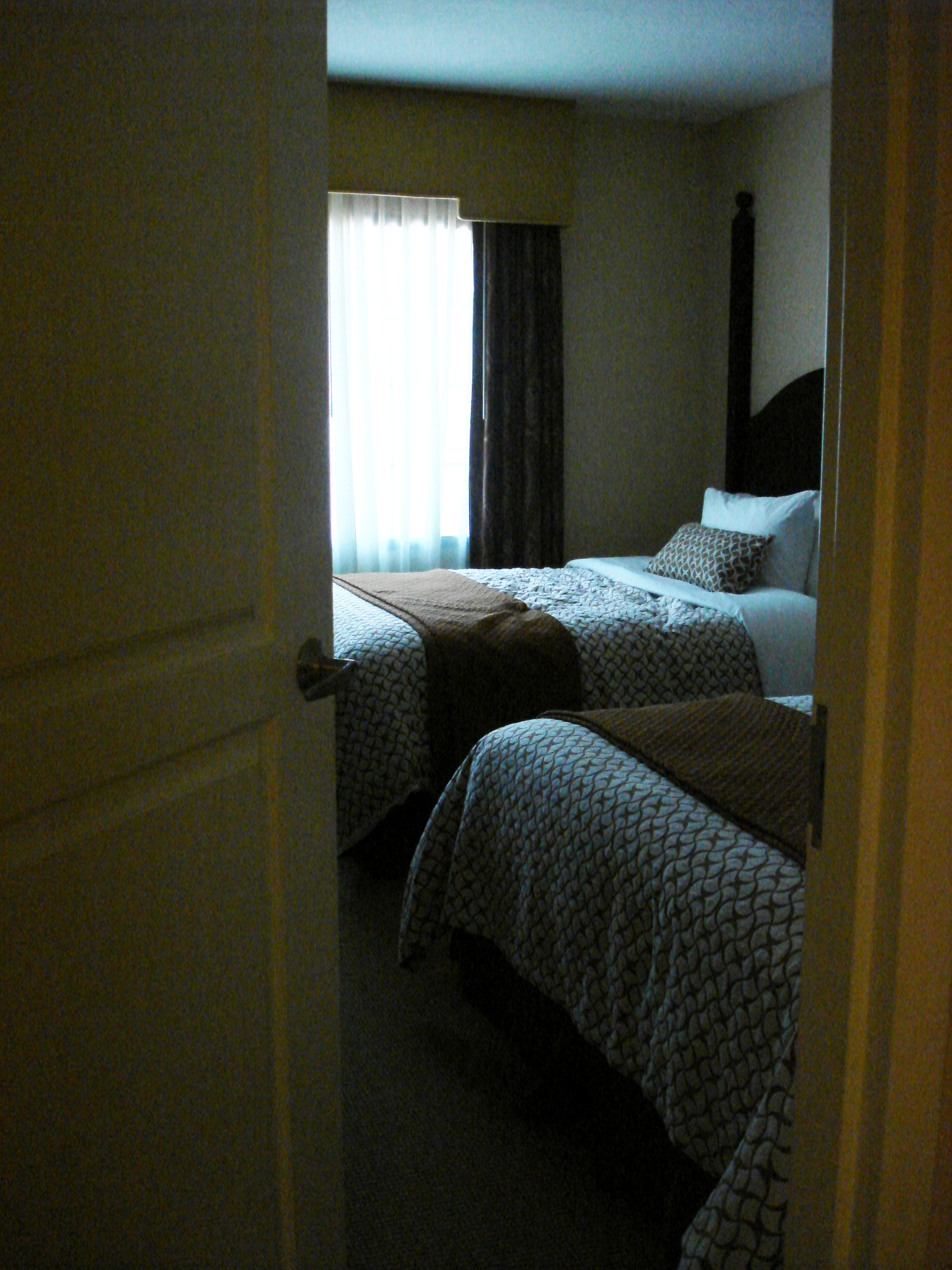
Das Schlafzimmer ist vom Wohnbereich oft durch eine Tür getrennt (alle Bildbeispiele: Homewood Suites).

Apartment-Hotels sind zu unterscheiden von Corporate Housing-Anbietern wie z. B. Oakwood, deren Leistungen fast ausschließlich von Unternehmen bzw. von Relocation-Services genutzt werden. Hotelmarken wie Baymont Inn & Suites (Wyndham), Comfort Inn & Suites (Choice Hotels), Country Inns & Suites (Carlson), Embassy Suites (Hilton), Fairfield Inn & Suites (Marriott) oder La Quinta Inns & Suites, die Suiten (faktisch meist: gewöhnliche Hotelzimmer, die zusätzlich zum Schlaf- auch einen Sitzbereich umfassen) ohne vollständig ausgestattete Küche anbieten, bilden in Nordamerika eine eigene Kategorie.

## Apartment-Hotels im deutschsprachigen Raum

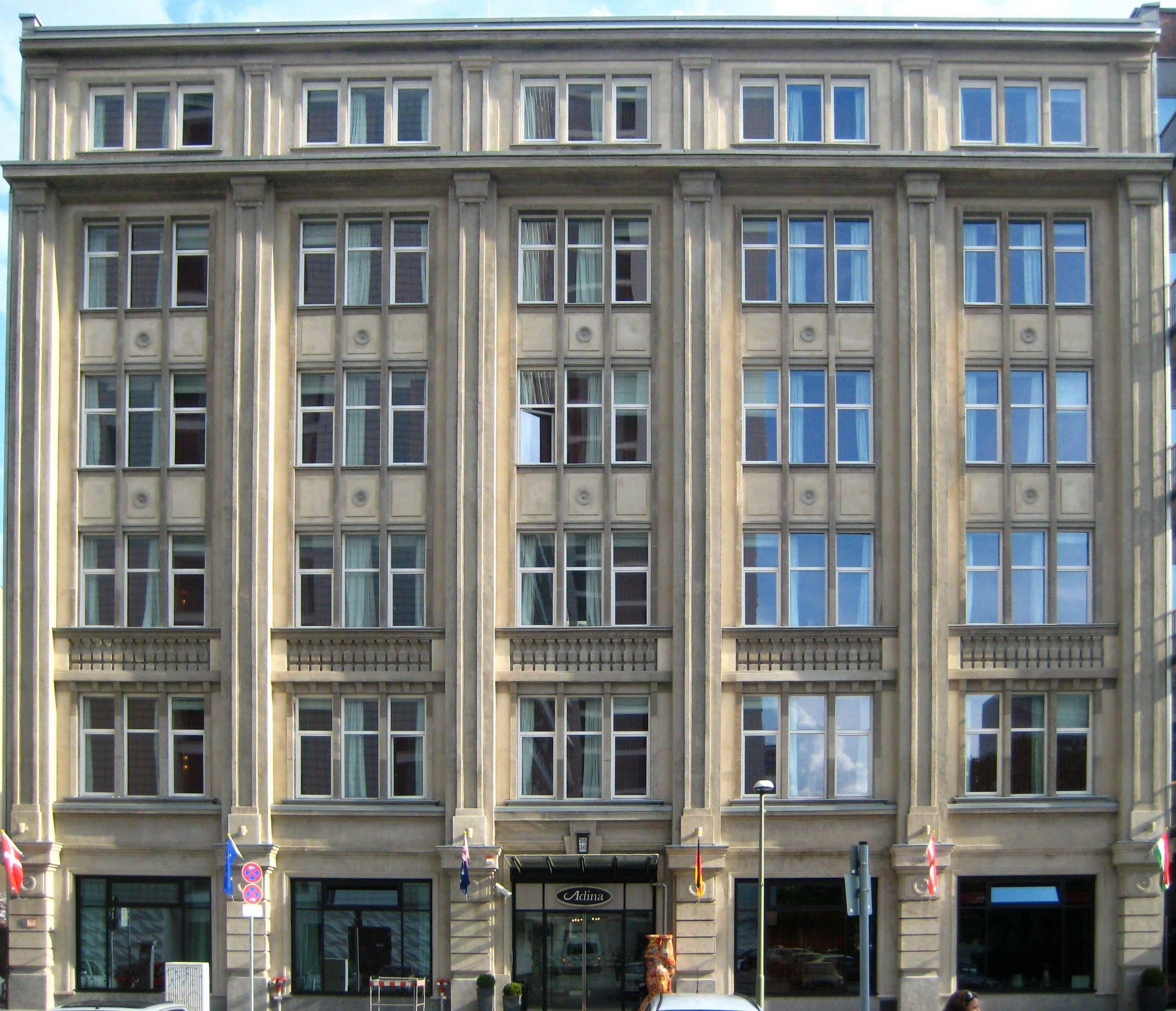
Das 2007 eröffnete Adina Apartment Hotel Berlin Checkpoint Charlie hat 87 voll ausgestattete Apartments und 37 „Studio Apartments“ (letztere ohne komplette Küche).

In Deutschland besteht eine kleine Anzahl von Apartment-Hotels der australischen Hotelkette Toga Hospitality (Adina Apartment Hotels) und der weltweit tätigen Ketten Accor (Adagio City Aparthotel) und Best Western (Best Western ApartHotel). Mit dem Residence Inn eröffnete 2011 in München erstmals eine Niederlassung einer amerikanischen Apartment-Hotel-Marke. Unabhängig geführte Apartment-Hotels sind im deutschsprachigen Raum meist deutlich kleiner als ihre amerikanischen Pendants. Ausnahmen von dieser Regel bilden u. a. das NewLivingHome (Hamburg), das ApartHotel Residenz Am Deutschen Theater (Berlin), das Aparthotel Neumarkt (Dresden) und das Apartmenthotel Residenz (Steinenbronn).

### Angebot und Bedarf
Der Markt für Serviced Apartments ist ein expandierender Teilmarkt auf dem deutschen Beherbergungsmarkt. Zwischen 2006 und 2010 stieg die Anzahl der Übernachtungen um rund 30 Prozent. Hauptstandorte waren dabei Berlin mit etwa 50 Häusern, Düsseldorf und Köln mit rund 25 Häusern, Hamburg und München mit etwa 20 Häusern und Frankfurt mit etwa 15 Häusern. Je nach Schätzung existierten auf dem deutschen Markt zwischen 15.000 und 25.000 Serviced Apartment-Einheiten. Der Bedarf an Übernachtungen im Langzeit-Segment wird auf etwa 122 Millionen pro Jahr geschätzt. Das entspricht einem Angebot von etwa 335.000 Apartment-Einheiten, was das Wachstumspotential dieser Branche in Deutschland verdeutlicht.
Geringer als in Deutschland sind die Kapazitäten in Österreich, wo Apartment-Hotels 2011 nur in Wien zu finden waren. In der Schweiz werden die Wohnungen häufig als Business Apartments bezeichnet.

### Zertifizierung von Serviced Apartments
Die Zertifizierung bzw. Klassifizierung der „Serviced Apartments“ ist für Betreiber in Deutschland ein immer wichtiger werdendes Thema: Die Gäste wollen auf einen Blick jedes Haus qualitativ einstufen können. 2005 wurde das erste „offizielle“ Zertifizierungssystem zur Klassifizierung von Serviced Apartments als aktuell einzige entsprechende Möglichkeit in Deutschland eingeführt; das unabhängige System wurde vom Berliner Unternehmen Boardinghouse Consulting in Kooperation mit dem TÜV Rheinland entwickelt. Anfang 2014 übernahm der Verband Deutsches Reisemanagement (VDR) die Trägerschaft der Zertifizierung. Der Kriterienkatalog basiert in wichtigen Teilen auch weiterhin auf dem ursprünglichen System.
Im Mittelpunkt der Zertifizierung steht die Bewertung der Servicequalität der Apartmenthäuser in Hinblick auf die Unterbringung von Langzeit-Gästen. Besonders wichtig sind für diese Gäste die Ausstattungskriterien, der Standort des Hauses, die Infrastruktur rund um das Apartmenthaus sowie die Verkehrsanbindung mit Pkw und öffentlichen Verkehrsmitteln.
Die Zertifizierung für Serviced Apartments ist als Ergänzung zur Hotelklassifikation in Deutschland zu sehen. Sie ist jedoch keine Konkurrenz zu den bekannten Sternen des Deutschen Hotel- und Gaststättenverbandes (DEHOGA), die ausschließlich für Hotels vergeben werden.
Die Zertifizierungskategorien für Serviced Apartments sind:
- AA = Economy für einfache Ansprüche
- AAA = Value für mittlere Ansprüche
- AAAA = Superior für gehobene Ansprüche
- AAAAA = Excellent für höchste Ansprüche

## Weitere Länder
Stark verbreitet sind Apartment-Hotels auch in Großbritannien, wo die Wohneinheiten als Serviced Apartments bezeichnet werden. Allein in London gibt es über 120 Häuser. Häufiger als in Nordamerika sind die Betreiber unabhängige mittelständische Unternehmer.
In Frankreich betreibt die Accor-Kette 45 Adagio City Aparthotels, davon 41 allein im Großraum Paris. Im Jahre 2012 gibt es im Stadtgebiet von Paris insgesamt 92 Apartment-Hotels; in anderen Landesteilen, z. B. in Lyon, Marseille, Nantes, Aix-en-Provence und bei Disneyland Paris, gibt es 125.